# Mappa mundi

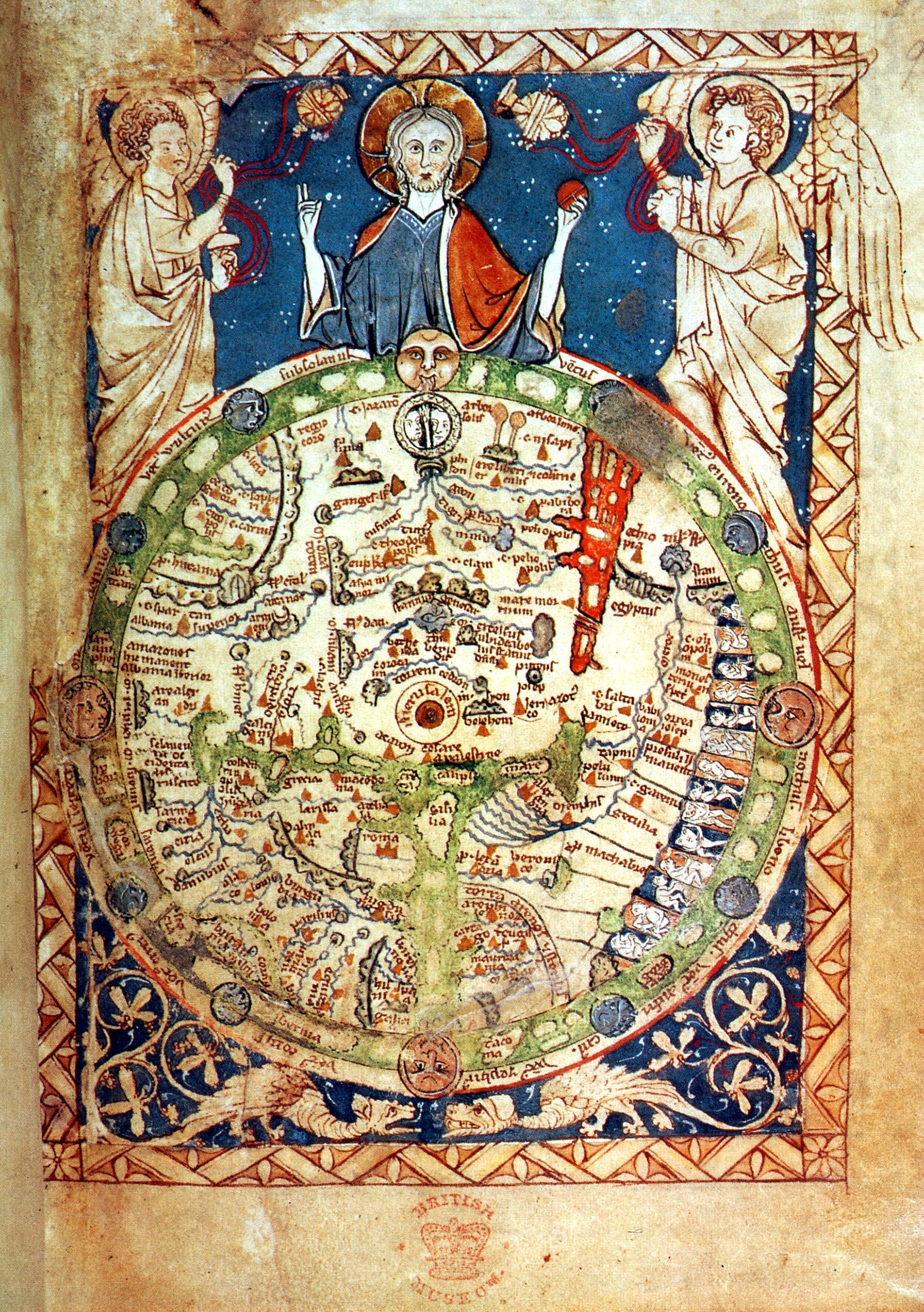
Средневековый мир на Лондонской Псалтыри.

Mappa mundi (с лат. — «карта мира») — общее название географических карт европейского Средневековья. Их особенность состояла в том, что они предназначались не для практического применения, скажем, при навигации (в отличие от позднейших портуланов), а для наглядной иллюстрации христианской картины мироздания.
Основоположником средневековой картографии считается автор VIII века Беат из Лиебаны, отталкивавшийся в своих построениях от Аристотеля, Птолемея и Исидора Севильского. Один из самых ранних памятников — Меровингская карта из Альби (ок. 730 года). Территории на ранних картах изображались крайне схематично. В задачи их составителей (преимущественно монахов) не входила передача пропорционального соотношения тех или иных географических объектов.

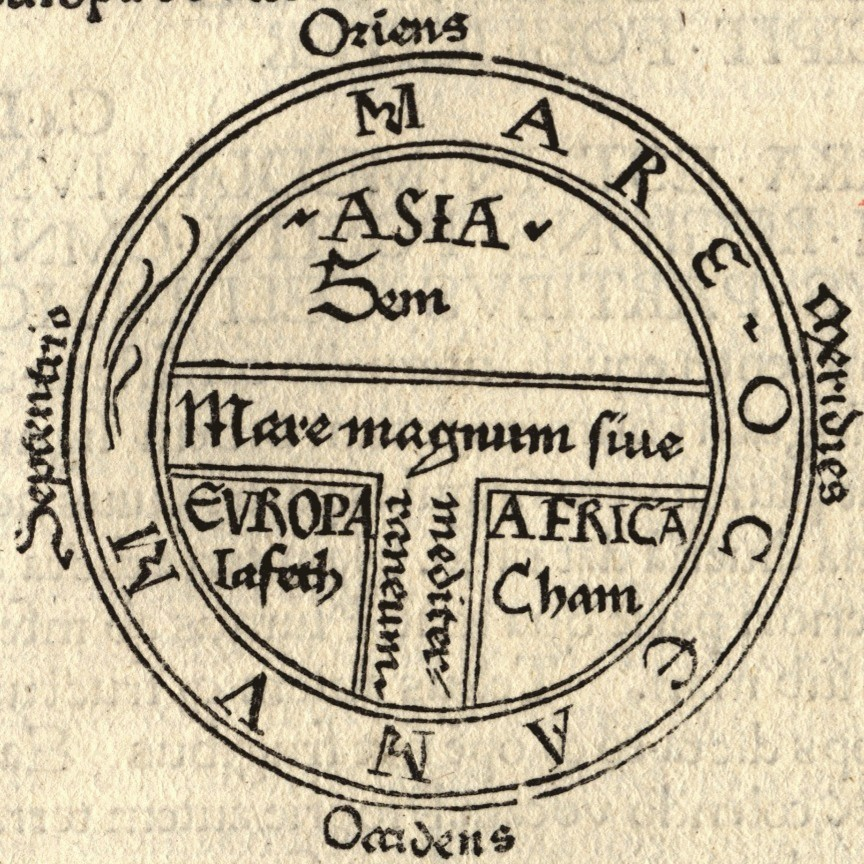
Т и О карта с указанием деления частей мира между тремя сыновьями Ноя.

Наиболее распространены были mappae mundi, составленные по принципу Т и О. На этих картах суша образовывала круг, разделённый на три части Средиземным морем и связанными с ним водоёмами в форме буквы Т. Для средневекового ума это была наиболее рациональная и гармоничная концепция мироздания, не противоречившая географическим знаниям того времени. На некоторые карты наносились выделенные ещё Аристотелем климатические зоны — от арктической до экваториальной.
До XX века уцелело около 1100 картографических памятников Средневековья — диаметром от нескольких сантиметров до трёх с половиной метров (Эбсторфская карта). После утраты Эбсторфской самой крупной является сходная с ней Херефордская карта. Настенные карты такого масштаба представляют собой сжатые энциклопедии средневековых знаний: на них достаточно места для изображения сторон света, библейских рассказов, мифологических животных и растений и заморских племён.
В позднем средневековье на смену mappae mundi приходят портуланы — карты побережий, значение которых было более прикладным. Венцом средневековой картографии можно считать Каталонский атлас 1375 года, весьма точно передающий очертания Европы, и итальянские гибриды mappa mundi с портуланами (как, например, карта фра Мауро из венецианской библиотеки Марчиана, датируемая 1459 годом).
|                                                               |  |                                                                  |  |                                                                                            |  |                                                                       |  |                                                                                     |
| Англо-саксонская карта мира (1025-1050) из библиотеки Коттона |  | Карта мира из «Liber Floridus» Ламберта Сент-Омерского (1120 г.) |  | Карта генуэзца Джованни да Кариньяно (1314) из «Всемирной хроники» Джакомо Филиппо Форести |  | Карта генуэзца Пьетро Весконти (около 1320 г.), Британская библиотека |  | Карта мира из «Всеобщей хроники» Ранульфа Хигдена (около 1347 г.), Британский музей |